# Il signore dell'enigma
Il signore dell'enigma (Bloodhounds) è un romanzo del 1996 di Peter Lovesey, il quarto della serie che ha come protagonista Peter Diamond.
Il romanzo è stato premiato con il Silver Dagger Award, il Premio Macavity e il Barry Award.
In Italia è stato pubblicato nel 1997 nella collana Il Giallo Mondadori con il numero 2532.

## Trama
La vicenda ruota attorno ai "Segugi", un gruppo di persone interessate ai romanzi gialli, che si riuniscono nella cripta della chiesa di St. Michael a Bath, per discutere degli autori e dei romanzi di questo genere letterario. Una serie di indovinelli in rima introduce furti clamorosi ed assassinii, che avvengono con modo quasi impossibile. Peter Diamond, sovrintendente della polizia di Bath, con l'aiuto di Julie Hargreaves, ispettrice di polizia, riesce a venire a capo dell'imbrogliata vicenda, nonostante alcuni falsi indizi.
Nella vicenda sono citati autori di gialli come John Dickson Carr, Umberto Eco ed altri.

## Edizioni
- Peter Lovesey, Il signore dell'enigma, collana Il Giallo Mondadori, n. 2532, Arnoldo Mondadori Editore, 1997.